# Graeme Lloyd
Graeme Lloyd, född den 9 april 1967 i Geelong, är en australisk före detta professionell basebollspelare som spelade tio säsonger i Major League Baseball (MLB) 1993-1999 och 2001-2003. Lloyd var vänsterhänt pitcher.
Lloyd spelade under sin MLB-karriär för Milwaukee Brewers, New York Yankees, Toronto Blue Jays, Montreal Expos, Florida Marlins, New York Mets och Kansas City Royals. Tillsammans med catchern Dave Nilsson bildade han den första helaustraliska pitcher-catcher-kombinationen i MLB:s historia den 14 april 1993. Han var med och vann World Series 1996 och 1998 för Yankees. Sammanlagt spelade Lloyd 568 matcher i MLB. 2001 spelade han 84 matcher för Expos, vilket var näst flest av alla pitchers i National League.
Lloyd tog silver för Australien vid olympiska sommarspelen 2004 i Aten.
När MLB 2014 inledde grundserien i Sydney med två matcher mellan Arizona Diamondbacks och Los Angeles Dodgers var Lloyd på plats.